# Michauxia stenophylla
Michauxia stenophylla är en klockväxtart som beskrevs av Pierre Edmond Boissier och Heinrich Carl Haussknecht. Michauxia stenophylla ingår i släktet Michauxia och familjen klockväxter.
Artens utbredningsområde är Iran. Inga underarter finns listade i Catalogue of Life.